# Fruit Belt

Carte de la Fruit Belt aux États-Unis.

Une Fruit Belt, expression anglaise traduisible par « ceinture fruitière », est une région bénéficiant d'un micro-climat offrant des conditions idéales de production de certains fruits.
On trouve une grande Fruit Belt dans la région des Grands Lacs en Amérique du Nord, notamment dans l'ouest et le nord-ouest du Michigan ainsi qu'au sud du lac Érié, spécialisée dans la culture des fruits de climat tempéré, tel que les pommiers, les poiriers ou les myrtilliers.
Un autre Fruit Belt se trouve également dans le centre de l'État de Washington. On retrouve souvent les Fruit Belt dans les mêmes régions que les Snow Belts (« ceintures enneigées »).